# Tornaveu de l'auditori de la Fundació Joan Miró
El Tornaveu de l'auditori de la Fundació Joan Miró és una obra de Joan Miró i Ferrà ubicada al tornaveu de la sala d'actes de la Fundació Joan Miró. Va ser realitzat l'any 1975, un mes abans d'inaugurar la Fundació, i està fet amb material acrílic damunt conglomerat de fusta
Joan Miró va realitzar la peça en dues sessions de treball molt intens a l'escenari de l'auditori. Per tal de treballar millor, la placa de conglomerat es va dipositar a terra, i l'artista va caminar per damunt del suport mentre treballava, de tal manera que les seves petjades s'hi poden veure clarament, definint una composició circular que s'expandeix del centre cap als marges.
L'obra, tot i que elaborada quan l'artista ja tenia vuitanta anys, desprèn una gran vitalitat, i és un esclat d'energia expressiva, gràcies a l'ús dels colors purs tradicionalment mironians combinats amb el negre, que assenyala el centre de l'obra i delimita parcel·les al seu voltant.